# Guerra de Reforma
La Guerra de Reforma, també coneguda com la Guerra dels Tres Anys fou una guerra civil a Mèxic entre el 17 de desembre de 1857 i l'1 de gener de 1861, data de l'entrada de Benito Juárez a la ciutat de Mèxic.
Fou el conflicte armat que enfrontà els dos grups en què estava dividida la societat mexicana: els liberals i els conservadors. El conflicte s'inicià quan el general conservador Félix Zuloaga feu públic el Pla de Tacubaya el qual demanava l'abrogació de la Constitució Federal dels Estats Units Mexicans de 1857, de caràcter progressista i liberal, la permanència d'Ignacio Comonfort en la presidència i la convocatòria d'un Congrés extraordinari, el qual s'encarregaria d'elaborar una nova constitució que, segons els conservadors «garantís els veritables interessos del poble».
Dos dies després de la publicació, Comonfort, aleshores president electe, s'adherí al Pla de Tacubaya. Benito Juárez, president de la Suprema Cort de Justícia de Mèxic, defensà enèrgicament la constitució i refusà col·laborar amb els conservadors. Per aquesta raó, Comonfort ordenà empresonar-lo.
Amb el pas del temps, la guerra esdevingué cruenta i polaritzà la nació. Molts moderats s'uniren als liberals, convençuts que calia limitar el gran poder econòmic i polític de l'Església Catòlica. Durant un temps, els liberals i conservadors establiren governs paral·lels: la seu del govern conservador era la ciutat de Mèxic, i la del govern liberal era la ciutat de Veracruz.
La guerra acabà amb la victòria dels liberals. Es realitzà una convocatòria per a celebrar eleccions federals a cadascun dels estats federals. Les legislatures dels estats havien de modificar llurs constitucions segons el que establia la constitució de 1857.